# Ielena Kondakova
Ielena Kondakova   (Mitisxi, 30 de març de 1957), nom complet amb patronímic Ielena Vladímirovna Kondakova, rus: Елена Владимировна Кондакова, és una antiga cosmonauta russa.
Va ser la tercera cosmonauta soviètica a viatjar a l'espai i va ser la primera dona a fer un vol espacial de llarga durada,el que va realitzar entre el 4 d'octubre de 1994 i el 9 de març de 1995, a bord de la nau espacial Soiuz TM-20.
Graduada a l'Institut Tècnic Bauman de Moscou l'any 1980, va ser seleccionada com a candidata a cosmonauta el 1989 i enviada al Centre d'Entrenament de Cosmonautes Gagarin fins al març de 1990. Des de 1999 és diputada a la Duma, el Parlament rus, càrrec pel qual va ser reelegida el 2007.